# Lanzendorf (Dolna Austria)
Lanzendorf – gmina w Austrii, w kraju związkowym Dolna Austria, w powiecie Bruck an der Leitha. Według Austriackiego Urzędu Statystycznego liczyła 1 652 mieszkańców (1 stycznia 2014). Do 31 grudnia 2016 należała do powiatu Wien-Umgebung.